# 转口贸易

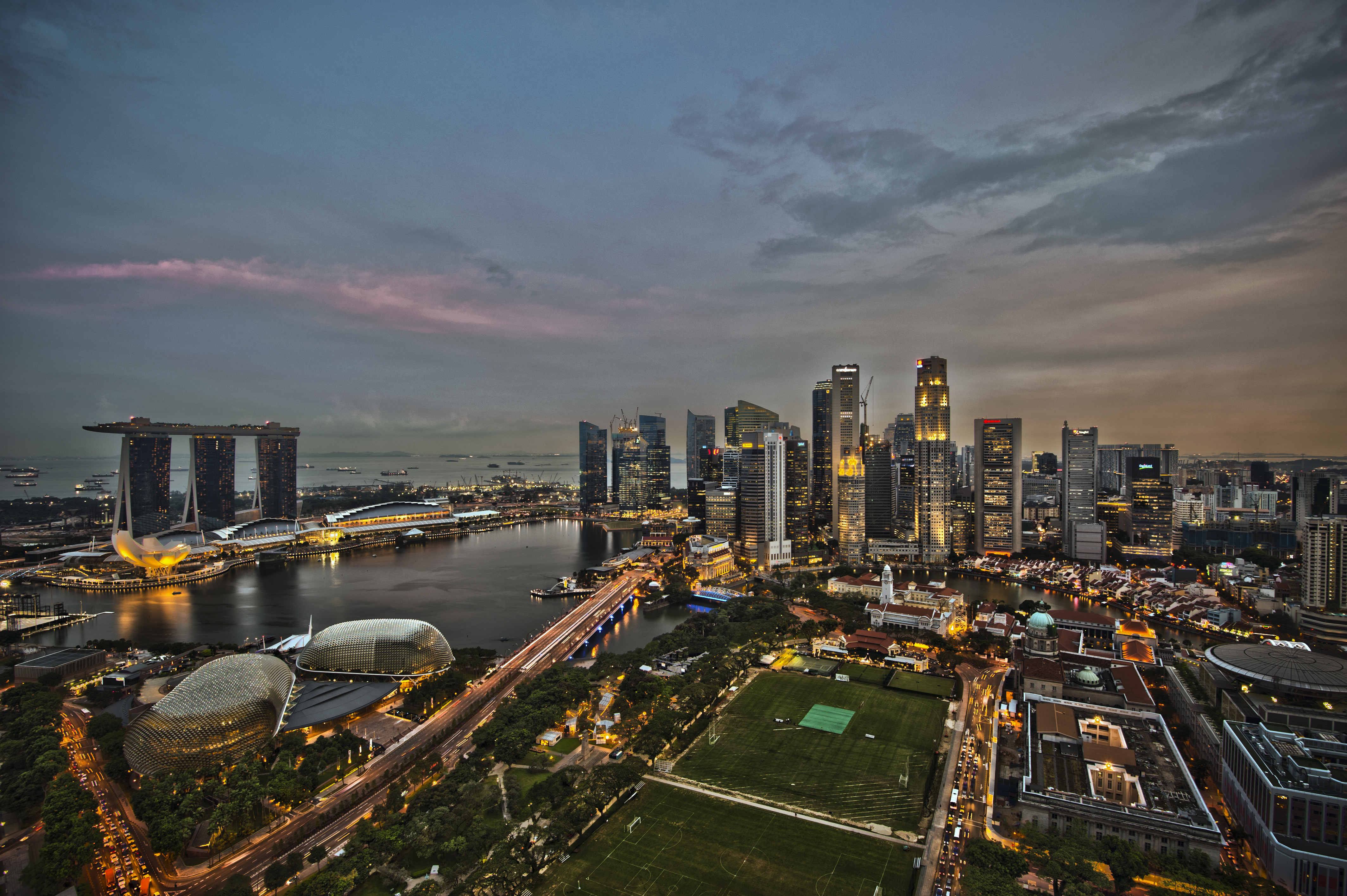
新加坡的轉口貿易經濟

轉口貿易（Entrepot Trade）又稱中轉貿易（intermediary trade）或再輸出貿易（Re-Export Trade），是經濟學概念，是指國際貿易中進出口貨物的買賣，不是在生產國與消費國之間直接進行，而是通過第三國轉手進行的貿易。交易的貨物可以由出口國運往第三國，在第三國不經過加工（改換包裝、分類、挑選、整理等不作為加工論）再銷往消費國；也可以不通過第三國而直接由生產國運往消費國，但生產國與消費國之間並不發生交易關係，而是由中轉國分別同生產國和消費國發生交易。
須具備兩個條件：
- 自然條件，即中轉國必須吞吐能力強，地理位置優越，處於各國之間的交通要衝或國際主航線上；
- 人為條件：要求中轉國對中轉地採取特殊的關稅優惠政策和貿易政策，如自由港、自由貿易區等，使中轉費用不致過高。同時，要求該地的基礎設施、交通、金融和資訊等服務系統發達且完備，以利於轉口貿易的進行。

转口贸易还需要的是信任，因为在中转港口，会进行一系列的换柜、包装。而转口贸易的进行，大部分是因为反倾销、减少关税才进行转口贸易，避开贸易堡垒，这又涉及到一个关键问题，反查和目的港国家发觉后进行查处，就又必须在转口港出CO（产地证）的工厂承受货权，转移责任。

## 方式

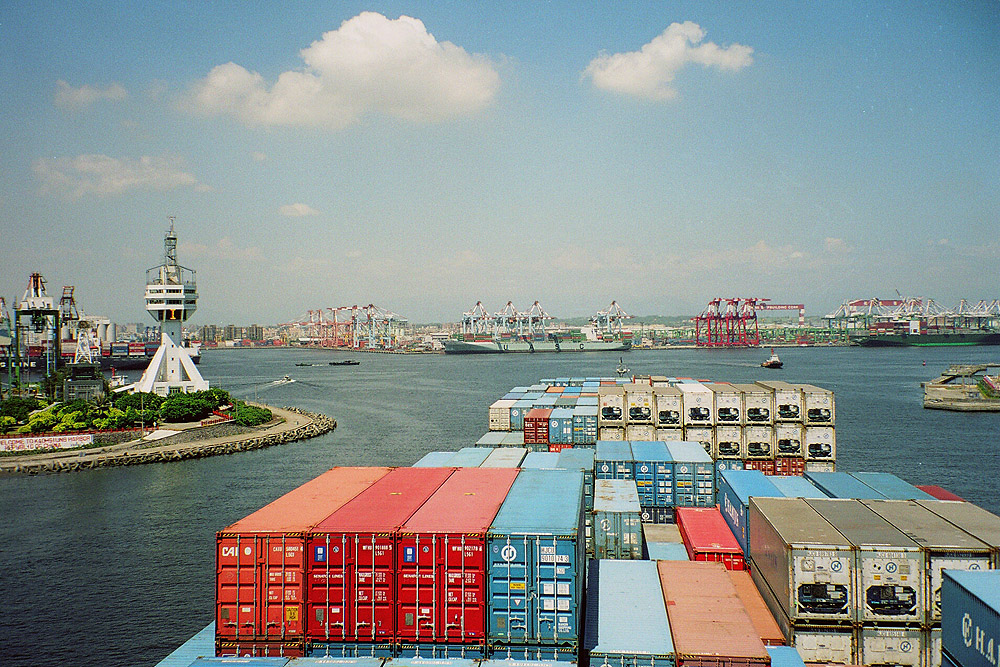
高雄港的貨櫃碼頭。

轉口貿易的形式多樣，根據貨物流通管道的不同，可分為再出口貿易和單據處理貿易方式兩種：
再輸出貿易（Re-export Trade）方式，是指出口商通過中間商與進口商發生買賣關係，而後將貨物直接從出口國運往進口國的貿易方式。在這種情況下，貨物並未在第三國通關進出口，而中間商亦僅涉及交易單據的處理。這種單據處理貿易方式實際上是貨物所有權的再出口。再出口貿易方式在轉口貿易發展的初期較多發生。人們由於經驗、通訊設備等的缺管，轉口貿易就通過兩交貨物的進出口來完成。
隨著轉口貿易的發展，單據處理貿易的方式逐漸發展起來，為種方式可以避免貨物在第三國通關進出口的每种雜手續，節省運費、保險費和手續費等費用，減少風險，還可縮短交貨時間，有利於進口商抓住貨物銷售良機，從而實現較大的利潤。因而單據處理貿易方式逐漸取代再出口貿易方式，成為當今轉口貿易的主要方式。轉口貿易根據貨物是否在中轉地加工，可分為純粹轉口貿易和加工轉口貿易兩種。
- 純粹轉口貿易。所謂純粹轉口貿易系指中轉的第三國的中間商對進口的貨物未經加工再出口。當然中間商可以將進口貨物在當地保稅倉庫進行分級、混裝、加包裝、貼標籤等。這些活動並未改變原進口貨物的形態、性質，結構或效用等，所以不屬於加工的範圍。

- 加工轉口貿易，指貨物通關輸入到中轉國，經加工增值後再輸往進口國的貿易方式。貨物經過某種程度的加工，使加工後的貨物與原來未經加工的貨物在形態、性質、結構或交用上發生某此變化，中轉國以這種貿易方式不僅可以獲得轉口利潤，還可獲加工利潤。加工轉口貿易要求中轉地有大量的勞動力，工資水準較低，基礎設施較好，並有保稅倉庫或保稅區等，這樣才能使商品加工成本低，具有國際競爭力。加工轉口貿易可以對整批貨物進行加工、裝配等；也可以是從國處採購某些零部件，與原有的設備配套裝配成大型設備出口。

## 聯繫與區別
過境貿易：別國出口貨物通過本國國境,未經加工改制,在基本保持原狀條件下運往另一國的貿易活動.包括直接過境貿易和間接過境貿易.比如內陸國與不相鄰的國家之間的商品交易，就必須通過第三國國境，對第三國海關來說，就會把這類貿易歸入過境貿易。
轉口貿易和過境貿易的區別，在於商品的所有權在轉口貿易中先從生產國出口者那裡轉到第三國（或地區）商人手中，再轉到最終消費該商品的進口國商人手中。而在過境貿易中，商品所有權無需向第三國商人轉移。
間接貿易（Indirect Trade）是“直接貿易”的對稱，是指商品生產國與商品消費國通過第三國進行賣買商品的行為。其中，生產國是間接出口；消費國是間接進口；第三國是轉口。間接貿易對中轉國來說就是轉口貿易。

## 外部連結
- 中国转口贸易站